# هالیدی آیلند، آرکانزاس
هالیدی آیلند (به انگلیسی: Holiday Island) یک منطقهٔ مسکونی در ایالات متحده آمریکا است که در شهرستان کرول، آرکانزاس واقع شده‌است. هالیدی آیلند ۲۸٫۲۲ کیلومتر مربع مساحت و ۶۱ نفر جمعیت دارد و ۴۳۰٫۰۸ متر بالاتر از سطح دریا واقع شده‌است.